# Palača Apollonio, Piran
Palača Apollonio (tudi Zaccaria - Ravasini) je ena od zgodovinskih stavb v Piranu, v mestni četrti Marciana. Meji na tri ulice (Župančičevo ulico, Ulico svobode in Bidovičevo ulico).

## Zgodovina
Nastala je z združitvijo dveh objektov in dozidavo na takratnem praznem prostoru proti morju. Nad vhodnimi vrati nameščena baročna kamnita plošča z grbom in napisom poroča o uspešni prenovi palače leta 1687. Tudi tu se kaže ambicioznost premožnejših piranskih družin pri urejanju stanovanjskih prostorov in neposredna povezava s tedanjimi modnimi trendi v Benetkah.